# Gašpar Gusić Turanjski
Gašpar Gusić Turanjski (lat. Caspar Gwzych de Turan) (?, početak 16. st. – ?, iza 1562.), hrvatski plemić, banovac i župan Zagrebačke županije od 1543. godine. Pripadnik je starog hrvatskog roda Gusića i mlađe loze Gusića Turanjskih.
Bio je sin Andrije Gusića Turanjskog, koji je poginuo zajedno s grofom Nikolom IV. Zrinskim u sukobu s Osmanlijama kod Sigeta 1566. godine. Od 1543. godine spominje se u izvorima kao podban i zagrebački župan. U svibnju 1548. godine spominje se kao plemićki sudac Zagrebačke županije u sudskom sporu koji se vodio protiv Petra II. Erdődyja, koji je bio odgovoran za rušenje dva mlina na rijeci Savi koji su služili za uzdržavanje sisačke tvrđave.
Godine 1549. kralj Ferdinand I. (1527. – 1564.) naredio je banu Nikoli IV. Zrinskom da prisili Gusića na vraćanje desetina i Remetinca kraj Zagreba pod vlast Zagrebačkog kaptola i obeštećenje plemića koje je oštetio. Nakon 1556. godine nije obnašao istaknute dužnosti, već se navodi isključivo kao plemić.